# Ngāti Toa
Ngāti Toa ist ein Stamm (Iwi) der Māori in Neuseeland, der seinen Ursprung nördlich von Wellington an der Westküste der Nordinsel hatte. Vorfahre und Namensgeber des Stammes war Toa Rangatira, der im 17. Jahrhundert diesen Stamm gegründet hatte.
Bedeutung hatte der Stamm der Ngāti Toa durch seine kriegerischen Auseinandersetzungen mit anderen Māori-Stämmen bekommen. Te Rauparaha, Führer des Stammes in der ersten Hälfte des 19. Jahrhunderts, erkannte die strategische Bedeutung der Cookstraße, dehnte sein Stammesgebiet bis nach Wellington aus, setzte zur Südinsel über und führte von 1828 bis 1839 zahlreiche Kriege gegen Māori-Stämme der Südinsel, vor allem gegen die Ngāi Tahu.
1840 umfasste das Einzugsgebiet der Ngāti Toa den Bereich auf der Nordinsel von Wanganui an der Westküste über die Tararua Range bis nach Wellington. Auf der Südinsel konnte sich der Stamm bis hinunter nach Hokitika an der Westküste und Kaikoura an der Ostküste ausdehnen.
1839 freundete sich Te Rauparaha mit dem jungen Missionar Octavius Hadfield (1890–1893) an, förderte die Christianisierung seines Stammes, wechselte aber zeit seines Lebens selbst nie zum christlichen Glauben über. Ein Großteil seiner Stammesmitglieder wurden so Anglikaner.
Am 6. Februar 1840 unterzeichnete Te Rauparaha den Vertrag von Waitangi mit, welcher Neuseeland unter den Schutz der britischen Krone stellte, ihn als Stammesführer beließ und dem Stamm der Ngāti Toa ihr Land zusicherte.
Heute umfasst der Stamm der Ngāti Toa laut der Volkszählung  von 2006 noch 3.462 Mitglieder zwischen Wanganui und Wellington. Zusätzliche 1.293 Mitglieder des Stammes werden laut Statistik als unspezifisch keiner bestimmte Region zugeordnet.
Die Mitglieder des Stammes sind im Ngāti Toa Rangatira organisiert und erheben im Waitangi Tribunal Ansprüche auf die Regionen Port Nicholson, Te Tau Ihu und Porirua – Whanganui River.